# SMS Schlesien
El SMS Schlesien fue uno de los cinco acorazados pre-dreadnought de la clase Deutschland construidos para la Marina Imperial Alemana. Puesto en grada el 19 de noviembre de 1904 en los astilleros Schichau-Werke de Danzig (actual Gdansk, Polonia), fue botado el 28 de mayo de 1906 y nombrado en honor de la provincia de Silesia. Fue puesto en comisión en la marina el 5 de mayo de 1908, aunque los barcos de esta clase estaban obsoletos en el momento de su entrada en servicio por su inferioridad en tamaño, blindaje, potencia de fuego y velocidad respecto a los nuevos acorazados dreadnought.
Tras su comisión, el Schlesien fue asignado a la I Escuadra de Batalla de la Flota de Alta Mar, donde sirvió los dos primeros años de la Primera Guerra Mundial. En ese momento fue transferido, junto con sus cuatro buques gemelos, a la II Escuadra de Batalla. El Schlesien estuvo presente en la Batalla de Jutlandia entre el 31 de mayo y el 1 de junio de 1916, en la que participó activamente. Tras este combate fue relegado a tareas de guardia y posteriormente dado de baja a fines de 1917, cuando se convirtió en buque escuela.
El Tratado de Versalles solo permitió a Alemania mantener ocho obsoletos acorazados, entre los que se encontraba el Schlesien, para defender las costas alemanas. Estuvo muy activo en la reorganizada Reichsmarine, pues en los años 20 y 30 el buque fue reconstruido para después volver a funciones de buque escuela. Ya en la Segunda Guerra Mundial el Schlesien apenas entró en combate, aunque participó en la Operación Weserübung, nombre alemán para la invasión de Noruega y Dinamarca. Tras esto volvió a realizar deberes secundarios, y terminó su carrera como buque antiaéreo en el Mar Báltico. En abril de 1945 el Schlesien navegaba rumbo a Swinemünde para reponer sus municiones y evacuar soldados heridos cuando tocó una mina marina. Se hundió en aguas poco profundas y gran parte de su superestructura, incluyendo la batería principal, se mantuvieron por encima de la superficie del agua. En los restantes meses de la guerra el Schlesien pudo usar su artillería pesada para dar apoyo a las tropas en retirada del Ejército Alemán.

## Diseño

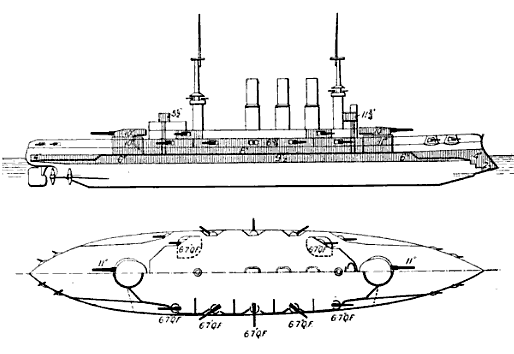
Plano y dibujo de perfil de la clase Deutschland.

### Dimensiones y maquinaria
El Schlesien tenía una eslora en la línea de flotación de 125,88 metros y máxima de 127,60 metros 413 pies (125,9 m). Su eslora medía 22,20 metros, y su calado 7,70 metros, para un desplazamiento de 13.993 toneladas a plena carga. El Schlesien se propulsaba mediante 3 hélices movidas por tres máquinas de triple expansión, que producían una potencia de 19.000 caballos de vapor, lo que le permitía desarrollar una velocidad máxima de 18 nudos.

### Armamento
El armamento principal del Schlesien's estaba compuesto por cuatro cañones de 280 mm (11”) montados en torretas dobles, una a proa y otra a popa sobre la superestructura. Su batería secundaria estaba compuesta por catorce cañones de 170 mm (6,7”) y veintidós cañones de 88 mm (3,46”) distribuidos en casamatas a lo largo del barco, concentrados especialmente en la mitad del buque.
El Pommern también montaba seis tubos lanzatorpedos de 450 mm (17,7”).

### Blindaje
El Schlesien tenía un cinturón blindado de 230 mm (9”) que protegía las partes vitales del buque, y de 101 mm (4”) las partes menos vitales. Las torretas tenían también un blindaje de 230 mm, una pulgada más que sus predecesores de la clase Braunschweig. La cubierta estaba protegida por un blindaje de 76 mm (3”).

## Historial de servicio

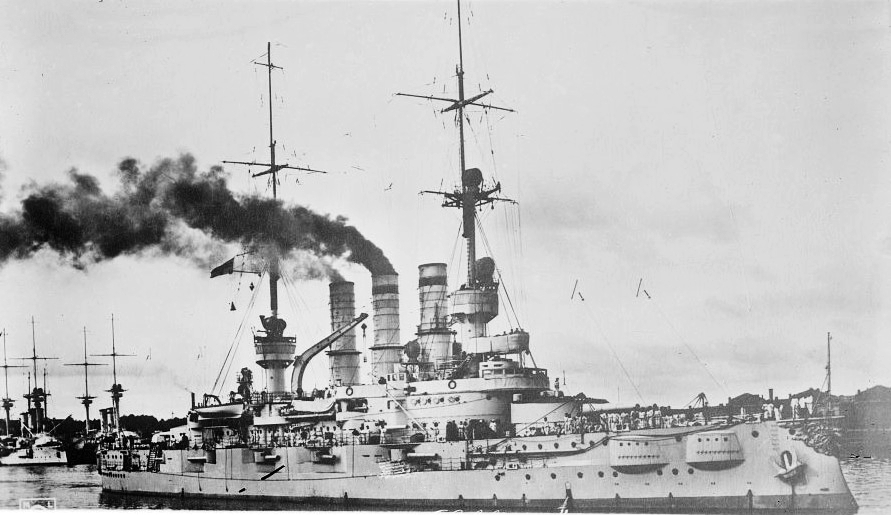
El Schlesien antes del inicio de la Primera Guerra Mundial.

Al comienzo de la Primera Guerra Mundial, el Schlesien sirvió junto con sus gemelos en la segunda escuadra de la flota de alta mar. Participó en la Batalla de Jutlandia junto con sus compañeros de clase y al acorazado Hessen de la clase Braunschweig.
Tras la guerra, fue uno de los cuatro obsoletos acorazados junto a Schleswig-Holstein, Hannover y Hessen que se permitió conservar a Alemania, bajo los términos del tratado de Versalles.
Tras un corto periodo como buque cuartel durante 1919, fue utilizado para entrenamientos hasta 1926, cuando fue sometido a una extensa modernización. Su rangekeeper fue reemplazado, así como sus calderas, mientras que sus chimeneas fueron reducidas de tres a dos, al unirse las dos primeras en un solo tiro. Tras su modernización, el Schlesien realizó algunos viajes como buque escuela a finales de la década de 1930. El Schlesien efectuó visitas de buena voluntad a puertos de América con propósitos propagandísticos, como el viaje realizado a Argentina en la Navidad de 1937, cuando fondeó en Mar del Plata. Su tripulación fue invitada por el ministro de Marina a Buenos Aires, donde asistieron a varios actos sociales.

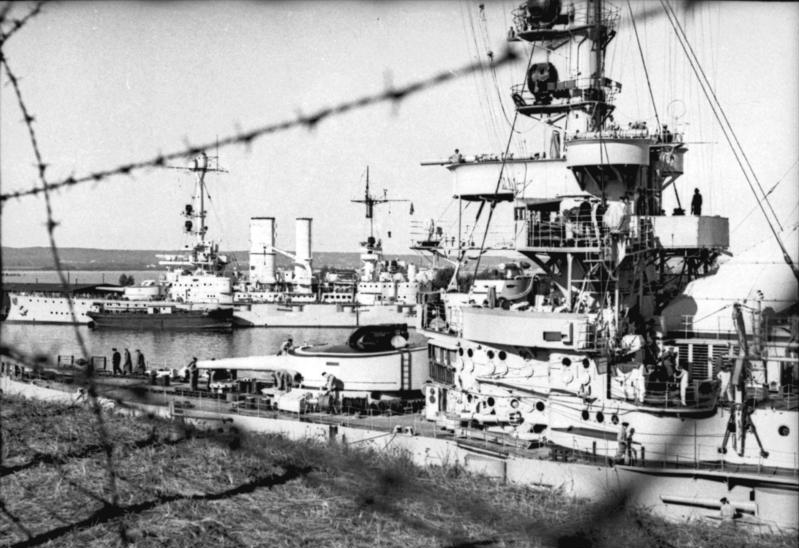
Buques Schlesien y Schleswig-Holstein en la Segunda Guerra Mundial.

Tomó parte en el ataque contra Polonia del 1 de septiembre de 1939 y en la batalla de Hel del 18 de septiembre de 1939 junto a su gemelo el Schleswig-Holstein, y tras ser convertido en unidad de escolta en 1944, el Schlesien bombardeó posiciones soviéticas cerca de Danzig en marzo de 1945 para proporcionar apoyo artillero a las fuerzas de tierra alemanas en el Báltico en 1945.
Fue usado principalmente como buque de entrenamiento, pero llegó a participar en acciones de combate de la Segunda Guerra Mundial proporcionando apoyo de artillería a las fuerzas de tierra alemanas en el Báltico. Fue echado a pique por su propia tripulación al final de la guerra, y usado como buque objetivo por los soviéticos. Finalmente, fue desguazado entre 1949 y 1956, aunque algunos restos continuaron visibles hasta los años 80.